# Milan Uhrík
Milan Uhrík (nascido em 21 XII. 1984) é um político eslovaco eleito deputado ao Parlamento Europeu em 2019. Ele é membro do partido Kotleba - Partido Popular Nossa Eslováquia.

## Controvérsia
Milan Uhrík participou numa manifestação contra a imigração organizada pelo Kotleba - Partido Popular Nossa Eslováquia em Bratislava, em junho de 2015. Uhrík estava filmando o protesto ao pé de Milan Mazurek, outro membro proeminente do partido Kotleba, que estava atacando verbalmente uma família com uma criança da Arábia Saudita. Os manifestantes atiraram pedras e garrafas contra a família, 140 manifestantes foram presos.